# Claudio Sanchez

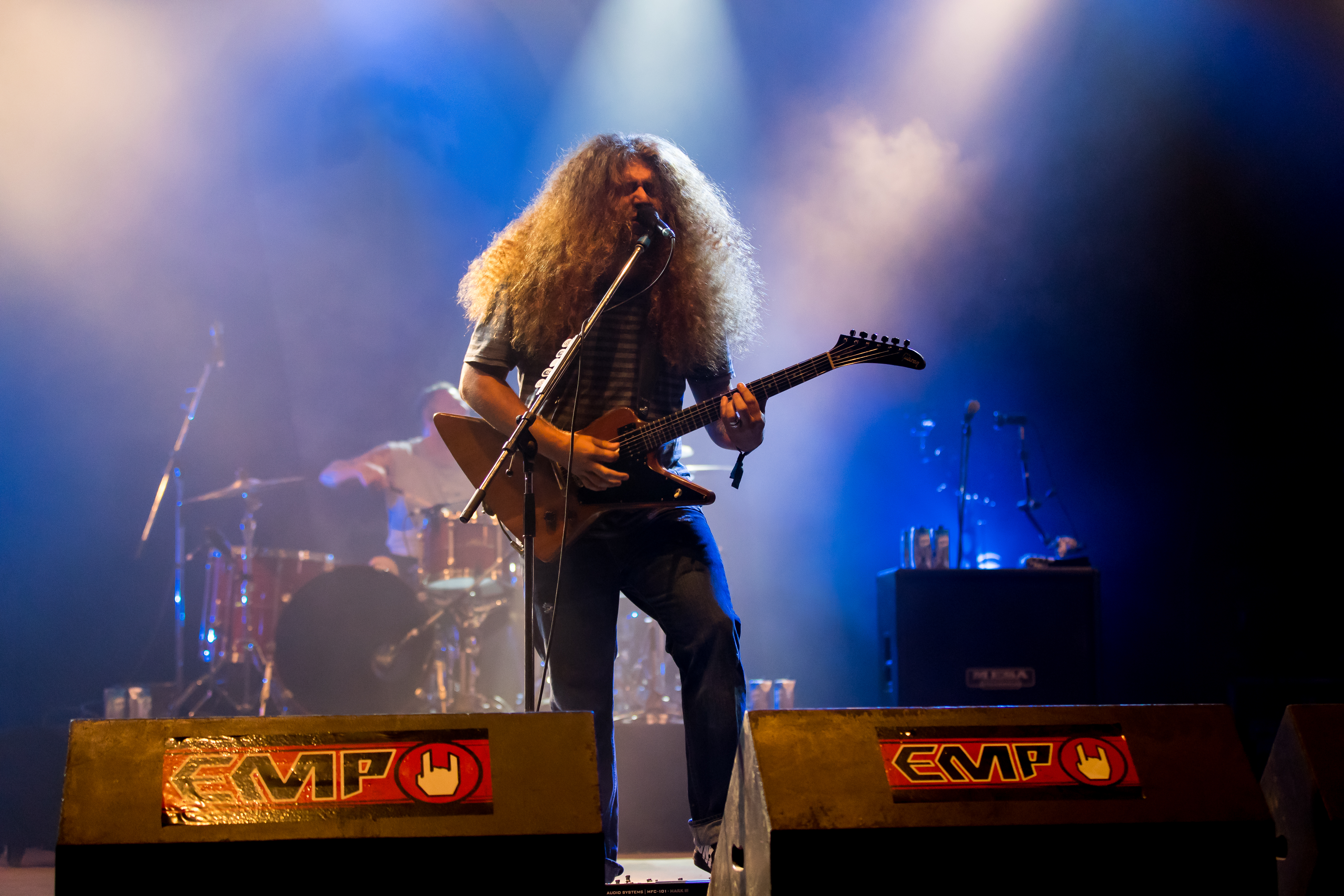
Claudio Sanchez spielt mit Coheed and Cambria auf dem Summer Breeze, 2016.

Claudio Paul Sanchez III (* 12. März 1978 in Suffern, New York) ist ein US-amerikanischer Rockmusiker und Comiczeichner mit puerto-ricanischen und italienischen Wurzeln.
Sanchez ist für seine Arbeit als Sänger und Gitarrist der Progressive-Rock-Band Coheed and Cambria bekannt. Zudem führt Sanchez mit The Prize Fighter Inferno ein weiteres musikalisches Projekt.

## Leben
Claudio Paul Sanchez wurde am 12. März 1978 in Suffern im Bundesstaat New York geboren und hat puerto-ricanische und italienische Wurzeln.
Er ist seit dem 23. Oktober 2009 mit Chondra Echert Sanchez verheiratet und hat einen Sohn, Atlas Hendrix. Beide hatten sich im Jahr 2003 in Jacksonville auf einem Konzert kennen gelernt.
Sanchez lebt mit seiner Familie in einem Apartment in Brooklyn, einem Stadtbezirk in der Metropole New York City und besitzt des Weiteren ein Haus in Nyack. Ein weiteres Haus auf dem Land, das im Besitz von Sanchez war, wurde von deren Untermietern heimlich als Gewächshaus für Marihuana verwendet, sodass die Polizei lange Zeit davon ausging, das Sanchez selbst in die Machenschaften involviert sei.

## Karriere
Sanchez’ musikalisches Interesse wurde unter anderem durch die Lieder Englishman in New York von Sting und All Along the Watchtower von Jimi Hendrix geweckt.
Er ist Gründungsmitglied der Band Shabütie im Jahr 1995, welche sich Anfang der 2000er-Jahre in Coheed and Cambria umbenannte. Anfangs noch im Post-Hardcore verwurzelt und inspiriert von At the Drive-In änderte sich die Musik über die Jahre hinweg zum heute bekannten Mix aus Progressive Rock, Indie-Rock und Metal. Die Gruppe unterschrieb ihren ersten Plattenvertrag bei Equal Vision Records, worüber die ersten beiden Werke der Band herausgegeben wurden. Aufgrund des Erfolges der ersten beiden Album wurde das Majorlabel Columbia Records auf die Band aufmerksam und nahm diese im Jahr 2005 unter Vertrag. Das Label veröffentlichte die nächsten drei Studioalben der Band. Nach drei weiteren bei diversen Indielabels veröffentlichten Album unterschrieb die Gruppe im Frühjahr 2018 einen Vertrag mit Roadrunner Records, bei dem das neunte Album der Musiker herausgegeben wurde.
Neben Coheed and Cambria ist Sanchez Gründer des musikalischen Nebenprojektes The Prize Fighter Inferno, das er im Jahr 2006 ins Leben rief und die Vorgeschichte zur Coheed-Saga erzählt.
Neben seinen musikalischen Aktivitäten ist Sanchez auch als Comicautor aktiv. Sein erster Comic namens The Bag Line Adventures erschien im Jahr 2005. Es folgte mit Good Apollo, I’m Burning Star IV sein Zweitwerk, das die musikalische Geschichte von Coheed and Cambria aufgreift und weitererzählt. Mit der Comicserie The Amory Wars, bei der zeitweise auch Peter David mitwirkte, konnte Sanchez sich fest in der Comicszene etablieren. Im Jahr 2009 startete seine Kill-Audio-Reihe, die ebenso wie Key of Z, in Zusammenarbeit mit seiner Ehefrau Chondra Echert Sanchez entsteht.

## Diskografie

### Coheed and Cambria
- → Hauptartikel: Coheed and Cambria

### The Prize Fighter Inferno
- → Hauptartikel: The Prize Fighter Inferno

## Comics
- 2005: The Bag.On.Line Adventures. The Bag.On.Line Adventures
- 2005:  Good Apollo, I'm Burning Star IV, Volume One: From Fear Through the Eyes of Madness (zeitgleich mit dem gleichnamigen Coheed-and-Cambria-Album)
- seit 2008: The Armory Wars (Comicserie)
- seit 2009: Kill Audio (mit Chondra Echert Sanchez, Comicserie)
- seit 2009: Key of Z (mit Chondra Echert Sanchez, Comicserie)